# Éric Saugera
Éric Saugera, né le 15 janvier 1952 dans le Morbihan, est enseignant et historien spécialiste de la traite négrière. En 2007 il devient docteur en histoire de l'Université de Nantes, ville dans laquelle il réside encore.

## Thème de recherche
Il est l’auteur en 1995 de Bordeaux port négrier, un livre de référence sur la traite négrière à Bordeaux (réédité en 2002). Le journaliste François Dufay indique que le premier historien à travailler sur le sujet de la traite négrière à Bordeaux est Éric Saugera. Aucun historien bordelais n'avait jusque-là travaillé sur le sujet. L'historienne Florence Gauthier considère qu'Éric Saugera a établi une précieuse synthèse de la traite négrière en précisant sa part dans le négoce bordelais de l'époque.
Il a également consacré un ouvrage à l'histoire du navire négrier nantais La Bonne-Mère.

## Publications
- 2018 - Bordeaux et la traire des noirs, Geste éditions, Collection Tout comprendre, 2018, 56 p.[4]
- 2012 - La Bonne-Mère, navire négrier nantais (1802-1815), Éditions les Anneaux de la Mémoire, Nantes, 2012, 196 p.  (ISBN 9782913921030).
- 2011 - (en) Reborn in America ? French Exiles and Refugees in the United States and the Vine and Olive Adventure, 1815-1865  (traduit du français de la thèse d'Eric Saugera par Madeleine Velguth ; notice bibliographique), Tuscaloosa, The University of Alabama Press, 2011, 572 p. (ISBN 978-0-8173-1723-2, présentation en ligne)[1]
- 2002 - Bordeaux, port négrier : chronologie, économie, idéologie ; XVIIe – XIXe siècles  (nouvelle édition revue et complétée), Paris, Karthala, 2002, 382 p. (ISBN 978-2-86537-584-4, lire en ligne) ; (voir le compte-rendu de lecture de Florence Gauthier[2])